# Palazzo del Governo (Macerata)
Il palazzo del Governo è un edificio storico del centro di Macerata.

## Storia e descrizione
L'edificio in cotto occupa il lato settentrionale di Piazza della Libertà e fu la residenza dei legati pontifici.

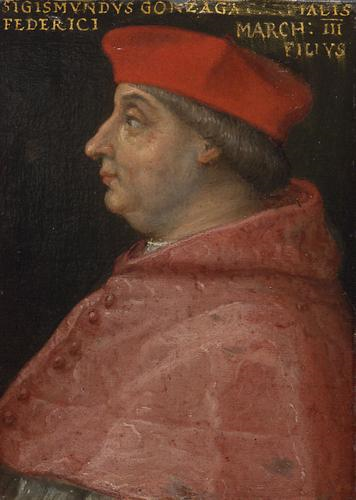
Ritratto del cardinale Sigismondo Gonzaga.

È il risultato dell'accorpamento, alla fine del XV secolo, di due edifici originari della fine del XIII secolo: 
- Palazzo dei Priori, opera di Bartolomeo di Bonfiglio da Forlì
- Palazzo del Podestà, opera di Bartolomeo di Bonfiglio da Forlì e di Bartolomeo di Buonguadagno.

A metà del XV secolo la città di Macerata venne sottomessa al potere papale e il palazzo divenne sede dei governatori della Marca Anconitana e dei legati pontifici. Il cardinale Giovanni Battista Orsini, legato apostolico della Marca Anconitana alla fine del XV secolo, proseguì l'opera di accorpamento dei fabbricati, anche da parte dei suoi successori Juan de Vera, Alessandro Farnese e Antoine Florès, al tempo arcivescovo di Avignone (1503-1512), al quale si deve la costruzione del portale di ingresso al palazzo. Il cardinale Sigismondo Gonzaga, legato apostolico della Marca Anconitana dal 1508 al 1514, completò l'unione dei due palazzi, del piano nobile e dell'ultimo piano: un fregio in marmo che percorre la facciata reca inciso in suo nome. 
Il cardinale Alessandro Sforza di Santa Fiora risiedette nell'edificio dal 1580 al 1581, apportando migliorie agli interni e agli arredi. 
Sino all'Ottocento l'edificio non subì sostanziali modifiche, periodo nel quale divenne sede della Regia Prefettura. Nel corso del Novecento divenne sede della Prefettura e residenza del prefetto di Macerata.